# مرز برزیل–فرانسه
مرز برزیل-فرانسه در جنگل‌های آمازون حدود برزیل و فرانسه را مشخص می‌کند. این مرز میان استان آماپا برزیل و گویان فرانسه با ۷۳۰ کیلومتر طول قرار دارد.
این مرز طولانی‌ترین مرز فرانسه است و پس از آن مرز با اسپانیا که ۶۲۳ کیلومتر طول دارد قرار می‌گیرد.. رود اویاپوک بخش بزرگی از این مرز را ترسیم می‌نماید و پل اویاپوک تنها مسیر عبور از رودخانه است که دو شهر سنت جورج، گویان فرانسه و اویاپوکی برزیل را به هم وصل می‌کند.